# Cinnamomum pachypes
Cinnamomum pachypes är en lagerväxtart som beskrevs av André Joseph Guillaume Henri Kostermans. Cinnamomum pachypes ingår i släktet Cinnamomum och familjen lagerväxter. Inga underarter finns listade i Catalogue of Life.